# Hijo del Hombre

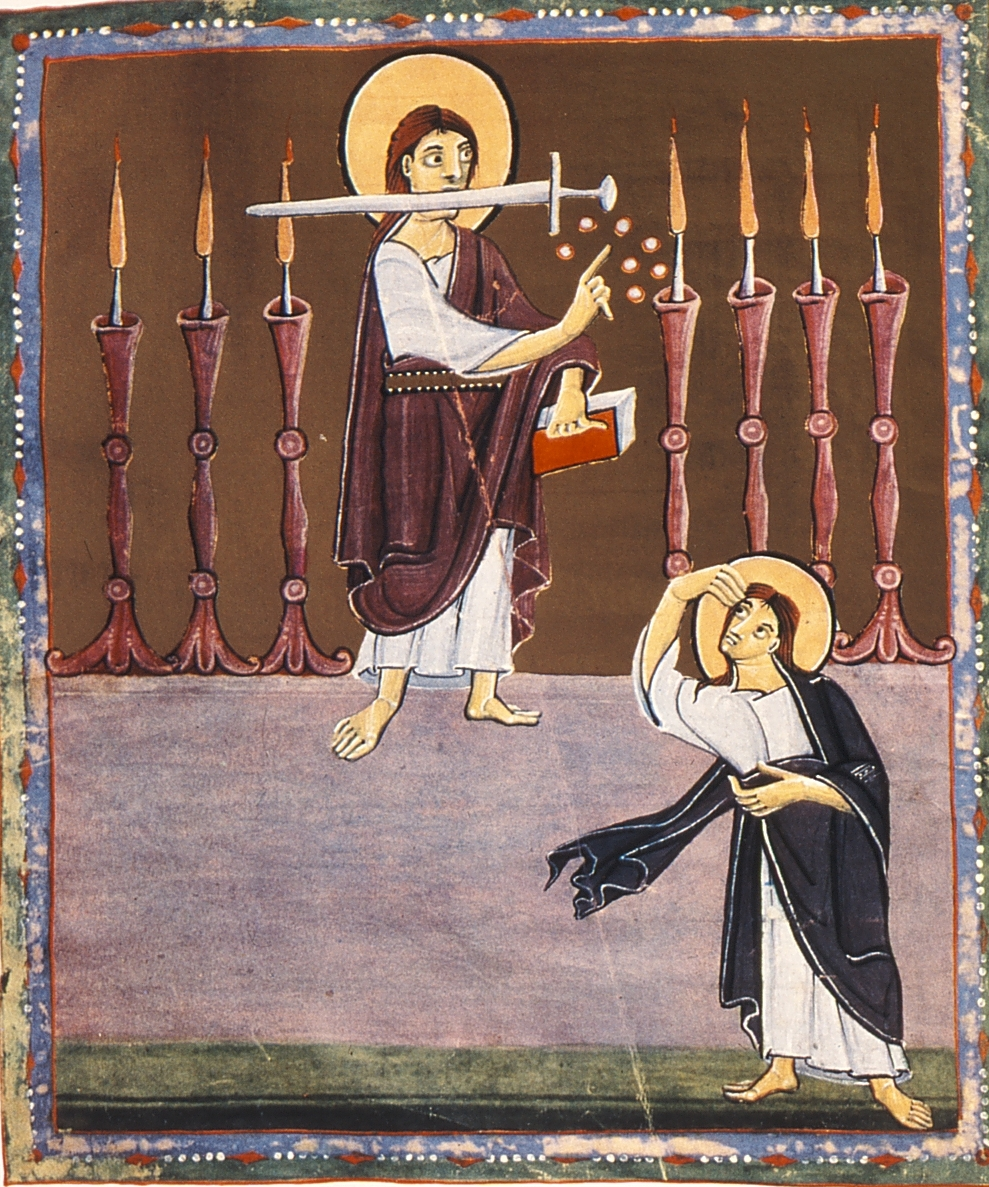
El Hijo del Hombre con una espada entre los siete candelabros, en la Visión de Juan. Del Apocalipsis de Bamberg,.

Hijo del Hombre  (hebreo: בן אדם Ben'Adam, arameo: בר אנש BarʾEnāš, griego: υἱὸς τοῦ ἀνθρώπου  huiòs toû anthrṓpou) es una figura milagrosa y redentora asociada con el fin del mundo en varias obras apocalípticas en el período intertestamentario entre el Tanaj y el Nuevo Testamento.
En el Tanaj "Hijo del Hombre" se usa como una forma de título que contrasta a los seres humanos con Dios y los ángeles, o contrasta naciones extranjeras (como Persia y Babilonia), que a menudo se representan como animales en los escritos apocalípticos (oso, cabra o carnero) con Israel que se representa como humano ("Hijo de hombre"), o como símbolo humano que representa una  figura escatológica . La expresión aparece 107 veces en el Tanaj, la mayoría (93 veces) en el Libro de Ezequiel.
En el Nuevo Testamento, Hijo del Hombre es la más utilizada para referirse en los Evangelios a Jesús de Nazaret. En los evangelios sinópticos es mencionada en 66 ocasiones. En los otros libros del Nuevo Testamento apenas aparece: solo una vez en los Hechos de los Apóstoles y tres en Apocalipsis: Hch 7:56; Ap. 1:9,13, 14:14.

## Uso en La Biblia
El sentido de esta expresión tiene gran importancia ya que, en los Evangelios, el texto es usado por Jesús para referirse a sí mismo. Se discute si se trata o no de un título de Jesús, y si puede arrojar luz acerca de lo que Jesús pensaba sobre sí mismo. 
Con anterioridad a los Evangelios, la aparición más significativa de esta expresión tiene lugar en el Libro de Daniel, en el Antiguo Testamento:

Yo seguía mirando, atraído por las insolencias que profería aquel cuerno; hasta que mataron a la fiera, la descuartizaron y la echaron al fuego. A las otras fieras les quitaron el poder, dejándolas vivas una temporada. Seguí mirando y en la visión nocturna vi venir en las nubes del cielo como un hijo de hombre, que se acercó al anciano y se presentó ante él. Le dieron poder real y dominio: todos los pueblos, naciones y lenguas lo respetarán. Su dominio es eterno y no pasa, su reino no tendrá fin.
(Dn 7, 11-14)

Parte del libro está escrito en arameo y parte en hebreo. El compilador final de la obra unió el texto hebreo y el arameo y le añadió ciertos pasajes que hacen alusión a la profanación del Templo por parte de Antíoco IV, lo que permite datar la compilación en el año 165 a. C. Es un libro de estilo apocalíptico. 
En Juan 3,14 Jesús hace un paralelismo entre el concepto Hijo del hombre y la serpiente, en concreto la que Moisés levantara en el desierto, la serpiente de bronce (Libro de Números 21,9) que sería curativa para quienes la miraran tras haber sido mordidos por serpientes venenosas. También en el Apocalipsis 1,15-16 se hace una descripción alegórica de un hijo del hombre con pies como el bronce fundido a fuego y con una boca de la que salía una espada aguda de dos filos, metáfora de la lengua típicamente bífida de una serpiente. Y Jesús menciona que se ha de levantar al hijo del hombre igual que Moisés levantó la serpiente de bronce.
Igualmente los evangelistas ponen en boca de Jesús el concepto hijo del hombre para anunciar por tres veces a sus discípulos su juicio, muerte y resurrección, aunque presentan a Jesús expresándose en tercera persona. De ahí que sea lógico que la teología y la tradición le consideren el hijo del hombre (además del Hijo de Dios). También Jesús, reconociéndose como Maestro y Señor (Juan 13,13) aunque declarando no llamar siervo a nadie (Juan 15,15) también presenta al hijo del hombre como "Servidor" (Mateo 20,28) y a sí mismo se define como el que sirve (Lucas 22,27) aunque acá empleando la primera persona.
Así mismo, Jesús menciona la expresión para hacer referencia al día de la "venida" del hijo del hombre como en Lucas 17:26 o Mateo 14,37 asociando tal día a señales referidas a ciertas actividades que realizaban los descendientes de Adán cuando sufrieron catástrofes como el diluvio en días de Noé o la lluvia de fuego y azufre sobre Sodoma en días de Lot. También el Corán menciona en diversas aleyas de diversas suras dichos sucesos como "castigos" de Alá/Dios al pueblo de Noé y a la familia de Lot así como otros desastres sobre otros pueblos como los aditas, los madianitas o los tamudeos.
Otros usos de la expresión se encuentran en el Libro de Enoc, conservado en una versión etíope y en el Libro Cuarto de Esdras.

## El punto de vista cristiano "mesiánico"
En la literatura apocalíptica rendida por el santo profeta Daniel, la expresión  בר אנש Bar-'enash, significa "aquel que posee los atributos de 'Adam (Adán) antes de ser expulsado del Gan 'Éden" (Jardín de Eden), esto es, sin pecado, incorruptible e inmortal (Heb. 4:15). Sólo cuando Jesús (Yeshua', (Jesús) ) acepta poner su vida en expiación por el pecado, se desprende voluntariamente de tales atributos, y viene a ser el Siervo sufriente de Yahveh (Fil. 2:5-9). Por lo tanto, es un título que el Mesías del cristianismo reclamó y usó para anunciar que debía poner su cuerpo en expiación por los pecados del Pueblo (Is. 53:10) y posteriormente vencer al pecado y a la muerte con su resurrección de entre los muertos para nunca más morir (Sal 16:8-10) y su regreso al padre como la gavilla mecida.

## El punto de vista católico
Según los teólogos católicos, este libro, perteneciente al Canon Hebreo (Tanaj), a la sección de los Escritos (Ketubim), dio lugar al uso de la expresión «Hijo del Hombre» aplicado al Mesías esperado por el pueblo judío. 
Es aplicado por los evangelistas, en sentido mesiánico, a Jesús de Nazaret. Aparece en el Relato de la Pasión que sirve de fuente a los tres evangelios sinópticos, por lo tanto anterior al año 70 en que suele fecharse el de Marcos, y según los expertos uno de los relatos más antiguos de los que componen los evangelios:

Pero Jesús callaba. Y el sumo sacerdote le dijo: Te conjuro por Dios vivo a que nos digas si tú eres el Mesías, el Hijo de Dios. Jesús contestó: Tú lo has dicho. Más aún, yo os digo: desde ahora veréis que el Hijo del Hombre está sentado a la derecha del Todopoderoso y que viene sobre las nubes del cielo.
(Mt 26, 63-64; Mc 14, 61-62; Lc 22, 66-69)

El Evangelio según san Juan, más tardío que los tres sinópticos, abrevia el relato de la Pasión, de modo que el proceso ante los judíos, en el que se manifiesta la expresión Hijo del Hombre, se distribuye por los capítulos previos al prendimiento de Jesús:

Oyó Jesús que lo habían expulsado, lo encontró y le dijo: ¿Crees tú en el Hijo del Hombre? Él contestó: ¿Y quién es, Señor, para que crea en Él? Jesús dijo: Lo estás viendo: el que te está hablando, ése es. Él dijo: Creo, Señor. Y se postró ante Él.
(Juan 9, 35-38)

## El punto de vista de Geza Vermes
Geza Vermes, un destacado estudioso del Jesús histórico, documenta con varios ejemplos la tesis de que "hijo de hombre" -en arameo, bar nasha- es un idiotismo propio del arameo de Galilea con que el hablante alude a sí mismo. Con respecto a su utilización en el Libro de Daniel, para Vermes la expresión no hace referencia a un individuo concreto, sino que alude colectivamente a "los santos del Altísimo" (Vermes: 181). No obstante, admite que con posterioridad se desarrolló una interpretación mesiánica del texto del libro de Daniel, pero la sitúa a partir del siglo II. En ningún caso admite que la expresión "hijo de hombre" tenga en el evangelio un carácter titular, y opina que: 

"Fue este giro idiomático lo que los discípulos galileos de Jesús, de mentalidad apocalíptica, debieron "escatologizar" por medio de una midrash de Daniel 7:13."
(Vermes, 197)